# Nepal la Jocurile Olimpice de iarnă din 2014
Nepal a participat la Jocurile Olimpice de iarnă din 2014 din Soci, Rusia în perioada 7 - 23 februarie 2014. Dacchiri Sherpa a fost singurul reprezentant al țării sale, la fel ca și în precedentele două ediții ale JO de iarnă. Din delegația nepaleză au mai făcut parte 7 oficiali și un antrenor. Sherpa a concurat în ultimele lui Jocuri la proba de 15 km clasic masculin.

## Competitori
| Sport     | Masculin | Feminin | Total |
| --------- | -------- | ------- | ----- |
| Schi fond | 1        | 0       | 1     |
| Total     | 1        | 0       | 1     |

## Schi fond
Conform listei de sportivi calificați publicată la 20 ianuarie 2014, Nepal a avut un sportiv calificat. Sherpa a terminat singura lui cursă pe locul 86 (din 87 de concurenți).
Distanță
| Sportiv         | Probă                 | Finală  | Finală   | Finală |
| Sportiv         | Probă                 | Timp    | Deficit  | Loc    |
| --------------- | --------------------- | ------- | -------- | ------ |
| Dachhiri Sherpa | 15 km clasic masculin | 55:39.3 | +17:09.6 | 86     |